# Nizhny Tagil
Nizhny Tagil é uma cidade do oblast de Sverdlovsk, no oeste da parte asiática da Rússia, com 344656 habitantes (2021). É atravessada pelo rio Tagil, que lhe dá o nome. Tem um museu de história regional.

## Indústria
Nizhny Tagil é uma cidade industrial, com mais de 600 fábricas. Localiza-se aí a empresa de material militar Uralvagonzavod, que constrói o tanque T-90.

## Desporto
Nizhny Tagil é um dos centros de esqui mais importantes da Rússia, integrando a Copa do Mundo de Salto de Esqui.

## Personalidades
- Valeri Brainin (1948-) - compositor
- Konstantin Novoselov (1974-) - Prémio Nobel da Física em 2010
- Andrei Aliaksandrau (1978-) - jornalista
- Dmitry Larionov (1985-) - canoísta
- Oleg Shatov (1990-) - futebolista
- Maxim Kanunnikov (1991-) - futebolista